# Alberite
Alberite ist eine Kleinstadt und eine Gemeinde (municipio) mit 2.674 Einwohnern (Stand: 2024) im Norden der nordspanischen Autonomen Region La Rioja. Sie gehört zum Weinbaugebiet der Rioja Baja.

## Lage und Klima
Der Ort Alberite liegt im Tal des Río Iregua ungefähr 10 km südlich von dessen Einmündung in den Ebro in einer Höhe von ca. 450 m nur gut 7 km (Fahrtstrecke) südöstlich von Logroño. Das Klima ist gemäßigt bis warm; Regen (ca. 495 mm/Jahr) fällt überwiegend im Winterhalbjahr.

## Bevölkerungsentwicklung
| Jahr      | 1857 | 1900  | 1950  | 2000  | 2019  |
| Einwohner | 800  | 1.031 | 1.467 | 2.012 | 2.422 |

Die Reblauskrise im Weinbau, die zunehmende Mechanisierung der Landwirtschaft und die Aufgabe bäuerlicher Kleinbetriebe haben seit der Mitte des 20. Jahrhunderts zu einer erhöhten Arbeitslosigkeit auf dem Lande und in der Folge zu einer Abwanderung vieler Familien in die kleinen, mittleren und größeren Städte geführt (Landflucht). In jüngster Zeit spielt jedoch die Nähe zur Großstadt Logroño eine wichtige Rolle für das erneute Bevölkerungswachstum der Kleinstadt.

## Wirtschaft
In früheren Jahrhunderten lebten viele Einwohner des Ortes weitgehend als Selbstversorger direkt oder indirekt (als Handwerker und Gewerbetreibende) von der in der Umgebung betriebenen Landwirtschaft. Der seit den Zeiten der Römer betriebene Weinbau gewann vor allem im 19. Jahrhundert an Bedeutung, als sich französische Winzer im Ort niederließen, um dort Wein nach französischem Vorbild zu produzieren.

## Geschichte

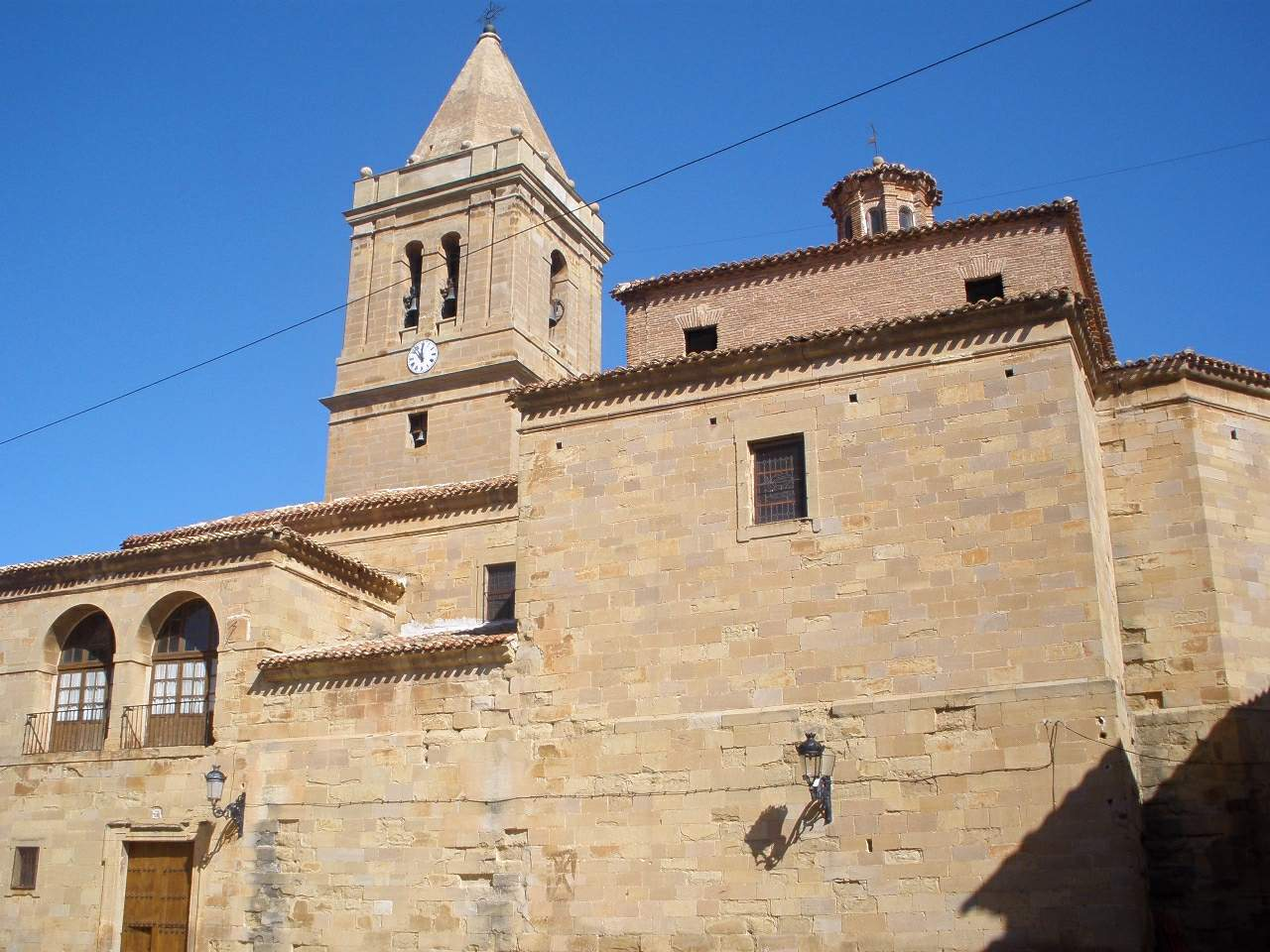
Alberite – Iglesia de San Martín

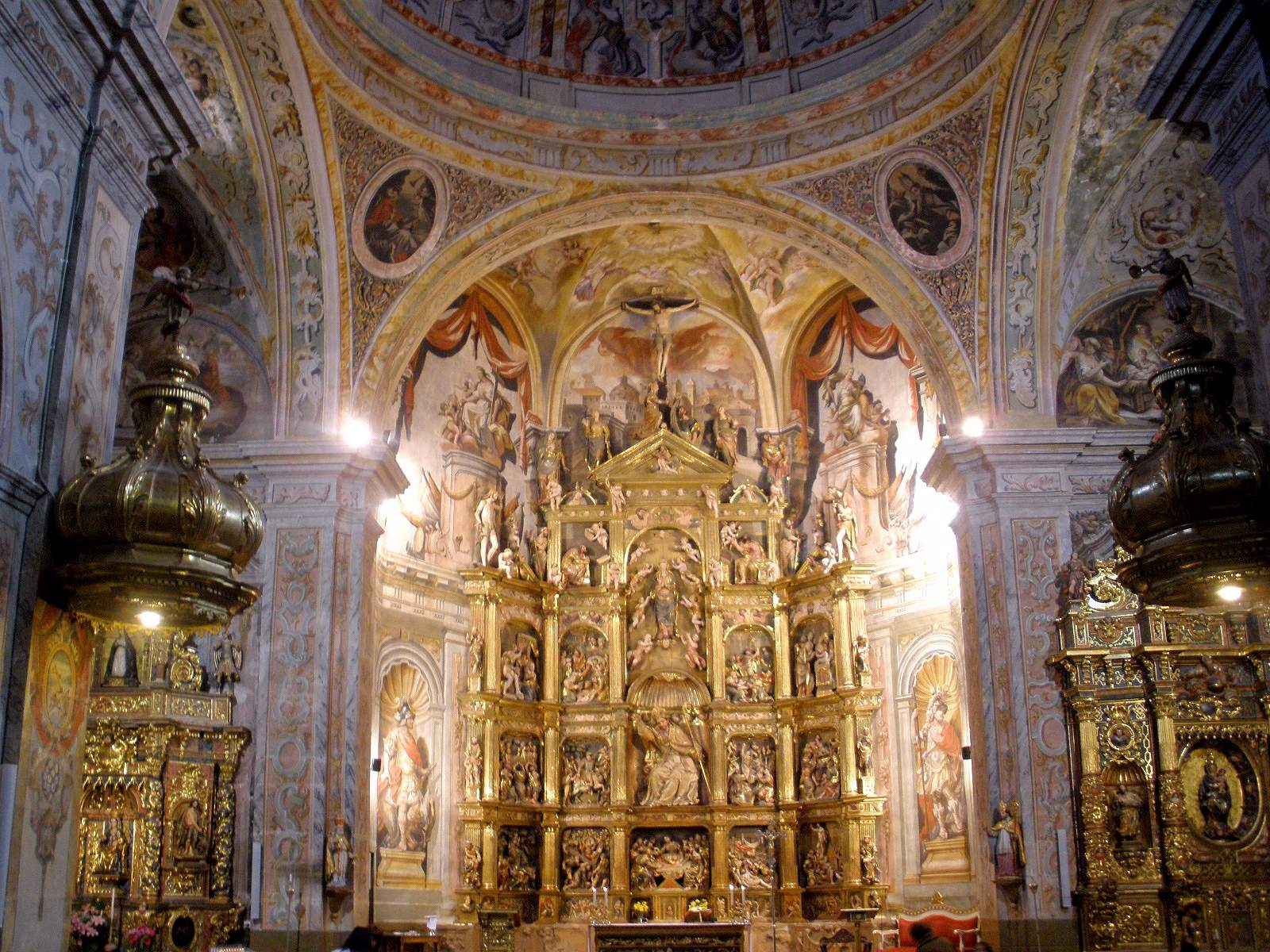
Alberite – Hochaltar von San Martín

Im Jahr 1900 wurden auf dem Gemeindegebiet drei primitiv anmutende Steinmonolithen entdeckt, deren alter unbestimmt ist. Wenige Kilometer südlich des Ortes existierte eine keltische oder keltiberische Siedlung, die später romanisiert, aber dann aufgegeben wurde. Eine römische Grabstele für eine Dame namens Iulia Tibura aus der zweiten Hälfte des 1. Jahrhunderts befindet sich heute in städtischer Obhut. Westgotische und selbst maurische Spuren fehlen, obwohl der Ortsname sicherlich einen arabischen Ursprung hat. Um das Jahr 920 eroberte Sancho I. von Navarra das obere Ebro-Tal; es gelang ihm ein kleines christliches Reich im Iregua-Tal zu etablieren, zu dem auch Alberite gehörte. Danach gehörte der Ort zum Besitz des etwa 10 km südlich gelegenen Klosters San Martín de Albelda, welches im 10. und 11. Jahrhundert eine große regionale Bedeutung hatte. Im Jahr 1076 wurde die Gegend von Alfons VI. von Kastilien erobert und nur 16 Jahre später von El Cid verwüstet. Erst im Jahr 1664 erhielt Alberite, das bis dahin zu Logroño gehört hatte, die Stadtrechte.

## Sehenswürdigkeiten und Kultur
- In den Jahren 1505–1535 entstand der äußerlich eher unscheinbare Neubau der Iglesia de San Martín. Die Kirche selbst ist einschiffig mit Seitenkapellen, sie verfügt aber über ein Querhaus mit einer überkuppelten Vierung. Glanzstück der Kirche ist der in den Jahren 1550–1555 von Arnao de Bruselas im Stil der Renaissance geschaffene Hochaltar (retablo) mit zahlreichen Schnitzfiguren. Im 18. Jahrhundert war die Kirche vom Einsturz bedroht und so beauftragte man mehrere Architekten mit der Rettung des Bauwerks, bei der zahlreiche bauliche Veränderungen an den Gewölben und an der Kuppel vorgenommen wurden.[5]
- Der Torre de Doña Urraca ist ein Gebäude, dessen Geschichte vielleicht noch bis in die Zeit Doña Urracas, der Tochter von Sancho Garcés III. (11./12. Jahrhundert) zurückreicht. Der einstmals wohl repräsentative Bau ist heute eher baufällig.[6]

Umgebung
- Erwähnenswert ist die ca. 2 km außerhalb des Ortes stehende und zu Beginn des 21. Jahrhunderts unter Einbeziehung älterer Teile erbaute Ermita de Nuestra Senora de la Antigua.[7][8]

## Persönlichkeiten
- José María Yanguas Sanz (* 1947 in Alberite), römisch-katholischer Priester und Bischof von Cuenca